# Josef Schmitt (Politiker, 1874)

Josef Schmitt

Josef Schmitt (* 2. April 1874 in Lauda; † 16. Dezember 1939 ebenda) war ein deutscher Jurist und Politiker der Zentrumspartei. Er war Staatspräsident der Republik Baden.

## Leben
Nach dem Jurastudium wurde er Amtsrichter in Boxberg. Am 4. Mai 1901 heiratete er Anna Augusta Gähringer in Karlsruhe. Aus der Ehe gingen zwei Töchter hervor. Am 29. April 1901 wurde er als „Assessor“ zum Kollegialmitglied des katholischen Oberstiftungsrats in Karlsruhe ernannt und im Jahre 1903 wurde er dann zum Oberstiftungsrat befördert.
Schmitt war von 1921 bis 1925 und von 1929 bis 1933 Mitglied des Landtags in der Republik Baden. Von 1927 bis 1931 war er Finanzminister, von 1931 bis 1933 Justizminister und 1931 kurzfristig auch Kultusminister. Als Finanzminister genehmigte er am 12. Juli 1927 den Bonndorfer Vergleich mit der katholischen Kirche, dessen auslösendes Gerichtsverfahren ab 1919 er als Oberstiftungsrat auf Seite der Bonndorfer Kirchengemeinde begonnen hatte.
Von 1928 bis 1930 und von 1931 bis 1933 hatte Schmitt das Amt des Staatspräsidenten (Funktion eines Ministerpräsidenten bei jährlicher Wahl durch die Kabinettsmitglieder) inne und war somit Chef der Kabinette Schmitt I, Schmitt II und Schmitt III. Von 1932 bis 1933 war Schmitt Mitglied des Reichstags. Kurz bevor die Nationalsozialisten am 10. März 1933 auch in Baden die „Macht übernahmen“, handelte die von ihm geführte Regierung noch ein Konkordat mit dem Vatikan aus. Aus der Internierung wurde er erst durch die Intervention Reichspräsident Hindenburgs entlassen.
Sein Enkel (über die Tochter Johanna) war der deutsch-britische Althistoriker Thomas Wiedemann (1950–2001).
Er war Mitglied der rechtswissenschaftlichen Verbindung Teutonia Heidelberg sowie seit 1929 Ehrenmitglied der katholischen Studentenverbindung KDStV Schwarzwald Karlsruhe im CV.

## Sonstiges
Die Josef-Schmitt-Realschule Lauda-Königshofen wurde nach ihm benannt.